# Weiße Gespenstfledermaus
Die Weiße Gespenstfledermaus (Diclidurus albus) ist eine Fledermausart in der Gattung der Amerikanischen Gespenstfledermäuse (Diclidurus), die in den Tropen Zentral- und Südamerikas beheimatet ist.

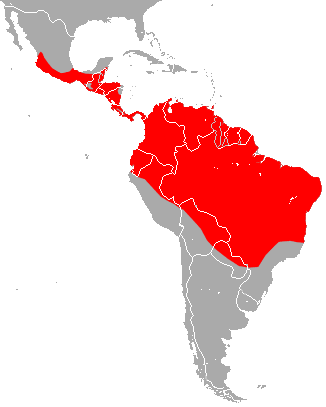
Verbreitungsgebiet der Weißen Gespenstfledermaus

## Beschreibung
Die Weiße Gespenstfledermaus ist neben der Weißen Fledermaus die einzige Fledermausart, deren Fell gänzlich weiß ist. Der lateinische Artname albus bedeutet „weiß“ und bezieht sich auf die Farbe des Fells. Die Flughaut ist unpigmentiert, erscheint aber aufgrund der vielen Blutgefäße rosa. Das Gesicht ist nahezu unbehaart. Ausgewachsene Tiere wiegen zwischen 17 und 24 g.

## Lebensweise
Über die Lebensweise der Weiße Gespenstfledermaus ist nur sehr wenig bekannt. Über das Jahr leben die Tiere überwiegend solitär, wobei sie sich im Januar und Februar in Gruppen von bis zu vier Tieren – meistens ein Männchen mit mehreren Weibchen – zusammenfinden. Tagsüber hängen einzelne Tiere unter Palmblättern, wo sie aufgrund ihrer weißen Färbung erstaunlich gut getarnt sind. Man nimmt an, dass Fressfeinde die Tiere als Lücken im Blatt wahrnehmen, durch die die Sonne scheint, oder das sie die Fledermaus mit einem Nest von Papierwespen der Gattung Polybia verwechseln.
Wie alle Glattnasen-Freischwänze ist auch die Weiße Gespenstfledermaus ein reiner Insektenfresser. Die Nahrungsflüge finden hoch über dem Kronendach statt, weswegen diese Art auch kaum in bodennahen Fangnetzen gefangen wird.

## Fortpflanzung
Paarungen finden wahrscheinlich im Januar und Februar statt, wenn Männchen und Weibchen zusammen an Hangplätzen anzutreffen sind. Jeweils mit einem Jungtier trächtige Weibchen wurden zwischen Januar und Juni gefangen, weshalb angenommen wird, dass die Weiße Gespenstfledermaus monöstrisch ist.

## Verbreitung und Lebensraum
Die Verbreitung der Weißen Gespenstfledermaus reicht von Mexiko über Zentralamerika bis Brasilien und Trinidad. Ihr Bestand wird von der IUCN wegen der weiten Verbreitung als stabil und ungefährdet eingestuft.